# Efectivo populacional
Em genética populacional, o conceito de efectivo populacional Ne ,também conhecido como tamanho efetivo populacional, representa o tamanho que uma população ideal precisaria ter para sofrer a mesma quantidade de deriva genética que a população real em consideração, seja pela variância de frequência do gene ou pela taxa de endogamia. Esse termo foi originalmente formulado pelo geneticista Sewall Wright em 1931, um dos fundadores da genética populacional, a fim de medir e precisar a quantidade de deriva genética aleatória em populações reais com uma distribuição não binomial de números de progênies, sexos separados ou flutuações no tamanho da população.
Diferencia-se de N, tamanho populacional, que equivale ao número total de indivíduos de determinada população. Ou seja, no tamanho efetivo populacional são considerados apenas organismos que atingiram a maturidade sexual, de forma que poderão influenciar a continuidade evolutiva da espécie.  
Embora tenha se mostrado útil na concepção e análise de programas de reprodução artificial e na compreensão da evolução em populações naturais, o tamanho efetivo populacional não reflete otimamente a população, vide que há dificuldade em incorporar a operação simultânea dos vários fatores complicadores encontrados em populações reais, sendo a proporção sexual desigual, variação no tamanho da família e flutuações no tamanho da população as principais variáveis previstas para afetar Ne.  Dessa forma, uma população idealizada possui acasalamento aleatório, nascimento simultâneo de cada nova geração, tamanho populacional constante e uma expectativa igual de progênie para cada pai. Em certas situações simples, Ne pode ser equivalente ao número de indivíduos reprodutores na população. No entanto, na maioria das populações reais, o tamanho da população real (N) é maior do que o tamanho da população efetiva Ne.

## Tipos de tamanho efetivo populacional
Inicialmente, o conceito de tamanho efetivo populacional de Wright-Fisher era único, sendo definido como “o número de indivíduos capazes de se reproduzir numa população idealizada que mostrariam a mesma dispersão de frequências alélicas sob deriva genética aleatória ou a mesma quantidade de endocruzamento que a população em questão”, até que em 1954, James Crow propôs que deveria ser feita uma distinção entre o tamanho efetivo populacional de endogamia (Nef) e o tamanho efetivo populacional de variância (Nev). Crow também mencionou um terceiro tipo de tamanho efetivo, descrito como “extinção aleatória” de N, mas não o desenvolveu por acreditar ser idêntico a Nev. Posteriormente, em 1979, Warren Ewens apontou um terceiro tamanho populacional efetivo, o de 'eigenvalue' (em português, “autovalor”), denotado por Neλ, que se mostrou idêntico ao conceito de extinção aleatória de N.
O tamanho efetivo populacional Ne é utilizado como um elemento teórico padronizador e, por isso, a população analisada deve seguir alguns padrões para que possa ser equiparada a uma população idealizada;
- Não há sobreposição de gerações;
- O número de indivíduos intercruzantes é o mesmo em todas as gerações;
- Todos os indivíduos são potencialmente intercruzantes;
- A união dos gâmetas é aleatória;
- Não há seleção, mutação, ou migração;
- A média de descendentes, por indivíduo adulto, é de um indivíduo.

O valor de Ne costuma ser menor do que o valor de N e isto deve-se a 3 principais fatores;
- Variância reprodutiva, quando os casais não têm todos o mesmo número de filhotes
- Proporção sexual, quando o número de machos e fêmeas é consideravelmente discrepante
- Estabilidade populacional, quando o número de indivíduos da população varia entre as gerações

Para o cálculo do valor de Ne é possível a utilização de diversas fórmulas, considerando ou não os fatores mencionados anteriormente. Por exemplo, ao considerar-se a influência da variância populacional;

## Meios de estimar Ne
Por se tratar de diferentes focos de acordo com cada tipo de tamanho efetivo populacional avaliado, diferentes cálculos podem ser utilizados a fim de se estimar Ne.

### População idealizada de Wright-Fisher
O modelo de Wright-Fisher em uma população idealizada, isto é, com tamanho populacional constante, sem seleção, sem mutação e sem estrutura geográfica tem matriz de transição {\textstyle P=\left\{p_{ij}\right\}}, onde{\displaystyle p_{ij}={\binom {2N}{j}}\left({\frac {i}{2N}}\right)^{j}\left(1-{\frac {i}{2N}}\right)^{2n-j}}

A variável aleatória é o número X de genes A1  em uma população monóica e diplóide de tamanho N. Um resultado clássico para este modelo é que, se Xt denota o valor de X na geração t, então{\displaystyle E\left\{X_{t+1}\left(2N-X_{t+1}|X_{t}\right)\right\}=\left\{1-{\frac {1}{2N}}\right\}\left\{X_{t}\left(2N-X_{t}\right)\right\}}

Esta é uma equação de autovalor e a teoria padrão mostra que o autovalor não-unitário principal de P é{\displaystyle \lambda _{max}=1-{\frac {1}{2N}}}

com o autovetor direito correspondente a {\textstyle \left\{i\left(2N-i\right)\right\}}. Então, N pode ser definido em termos de λmax como{\displaystyle N={\frac {1}{2\left(1-\lambda _{max}\right)}}}

### Tamanho efetivo de eigenvalue
Enquanto no modelo clássico de Wright-Fisher é medido o valor de Ne em uma população idealizada, o tamanho efetivo de eigenvalue ou de autovalor Neλ mede o efeito da deriva no aumento da perda e fixação de alelos na população. Trata-se, portanto, de um parâmetro de extinção aleatória. É definido em termos do maior autovalor não-unitário de uma cadeia de Markov de frequências alélicas. Seu cálculo pode ser utilizado em modelos genéticos mais complexos, como quando há uma subdivisão geográfica ou ao envolver dois sexos.
Seguindo a lógica apresentada no cálculo de Ne no modelo de Wright-Fisher, mantendo o tamanho e estrutura constantes, o modelo para Neλ terá alguma matriz de transição quadrada P* que, para os vários estados possíveis na geração t, dá a probabilidade de cada estado na geração t + 1. Esta matriz terá um autovalor não-unitário líder λ*max para o modelo por{\displaystyle N_{e\lambda }={\frac {1}{2}}\left(1-\lambda _{max}^{*}\right)^{-1}}

### Tamanho efetivo de endogamia
O tamanho efetivo de endogamia é o responsável por medir o efeito da deriva no aumento médio na frequência de homozigotos. Em uma população finita, dois genes homólogos em um indivíduo possuem determinada probabilidade de descenderem do mesmo gene de algum ancestral.
Seguindo o exemplo da população idealizada de Wright-Fisher, se dois genes forem tomados aleatoriamente em qualquer geração, a probabilidade Pt de que ambos os genes tenham a mesma origem é dada por{\displaystyle P_{t}={\frac {1}{N}}}ou seja,{\displaystyle N_{ef}={\frac {1}{P_{t}}}}

#### População Monóica Diplóide
Em uma população monóica diplóide, o coeficiente de endogamia de uma geração t,  ft, pode ser calculado por{\displaystyle f_{t}=P_{t}\left({\frac {1}{2}}+{\frac {f_{t-1}}{2}}\right)+\left(1-P_{t}\right)f_{t-1}}

O número total de maneiras pelas quais dois gametas do mesmo pai podem ser selecionados é {\textstyle \textstyle \sum k\left(k-1\right)/2}, enquanto o número total de pares de gametas é {\textstyle N_{t-1}{\bar {k}}\left(N_{t-1}{\bar {k}}-1\right)/2}. Considera-se que Nt-1 equivale ao número de indivíduos da população e cada um contribui com um número k de gametas para a próxima geração, sendo {\textstyle {\bar {k}}} o número médio de progênie por pai. Além disso, sabendo que a variação no número da progênie (Vk) é igual à {\textstyle {\bar {k}}\left\{1-\left(1/N_{t-1}\right)\right\}}, conclui-se que{\displaystyle P_{t}={\frac {\sum {k\left(k-1\right)}}{N_{t-1}{\bar {k}}\left(N_{t-1}{\bar {k}}-1\right)}}}portanto,{\displaystyle N_{ef}={\frac {1}{P_{t}}}={\frac {N_{t-1}{\bar {k}}-1}{{\bar {k}}-1+V_{k}/{\bar {k}}}}}

Quando o número de progênie for constante (Vk = 0), têm-se que{\displaystyle N_{ef}=2N-1}Quando somente um parental contribuir com toda a progênie, caso todos os outros parentais sejam estéreis, acha-se que {\textstyle V_{k}=\left(N_{t-1}-1\right){\bar {k}}^{2}}, logo{\displaystyle N_{ef}=1}

#### Sexos separados
Em populações que os parentais possuem sexos separados, o par de alelos provenientes de um indivíduo não pode vir do mesmo parental, mas sim dos mesmos avós ou outro ancestral do indivíduo. Dessa forma, para que dois alelos na geração t tenham a mesma origem, eles devem ser vindos da geração t - 2, de forma que seu coeficiente de endogamia seja calculado por{\displaystyle f_{t}=P_{t}\left({\frac {1}{2}}+{\frac {f_{t-2}}{2}}\right)+\left(1-P_{t}\right)f_{t-1}}Portanto, o valor de Pt é de{\displaystyle P_{t}={\frac {1/2\sum {k\left(k-1\right)}}{1/2N_{t-2}{\bar {k}}\left(N_{t-2}{\bar {k}}-1\right)-N_{t-1}}}}de modo que o número efetivo de consanguinidade para sexos separados seja de{\displaystyle N_{ef}={\frac {1}{P_{t}}}={\frac {N_{t-2}k-2}{{\bar {k}}-1+V_{k}/{\bar {k}}}}}Quando o número de fêmeas e machos forem diferentes, o valor de {\textstyle {\bar {k}}} e Vk devem ser calculados separadamente para cada sexo, de forma que{\displaystyle N_{ef}=N_{ev}={\frac {4N_{m}N_{f}}{N}}}sendo Nm e Nf referentes a quantidade de machos e fêmeas, respectivamente, na população.

### Tamanho efetivo de variância
O tamanho efetivo de variância mede o efeito da deriva na variação da amostragem no processo de transmissão do gene entre gerações. Enquanto Nef depende principalmente do número na geração dos pais, Nev está diretamente relacionado ao número na geração da progênie 
Se uma variável aleatória Markoviana p pode ser encontrada para um modelo genético complexo, então definimos a variância do tamanho efetivo da população Nev para esse modelo por{\displaystyle N_{ev}={\frac {p\left(1-p\right)}{2var\left(p'|p\right)}}}

#### População Monóica Diplóide
Em uma população monóica diplóide, o valor de Nev  pode ser calculado por{\displaystyle {\frac {2N_{t}}{1-\alpha _{t-1}+\left(1+\alpha _{t-1}\right)s_{k}^{2}/{\bar {k}}}}}Onde α é uma medida de afastamento das proporções de Hardy-Weinberg, seja por causa de endogamia ou outros fatores, e sk2 equivale a {\textstyle \textstyle \sum \left(k-{\bar {k}}\right)^{2}/\left(N_{t-1}-1\right)}. 
Quando em uma população ideal em que {\textstyle s_{k}^{2}={\bar {k}}}, têm-se que{\displaystyle N_{ev}=N_{t}}

#### Sexos separados
Nas populações com sexos separados, vide que cada parental irá contribuir com a mesma quantidade de gametas, conclui-se que{\displaystyle N_{ev}={\frac {4N_{e}^{m}N_{e}^{f}}{N_{e}^{m}+N_{e}^{f}}}}sendo que os valores de Nem e Nef devem ser calculados individualmente. 

Quando a distribuição de progênese for igual para ambos os sexos, pode-se utilizar{\displaystyle N_{ev}={\frac {2N_{t}}{1-\alpha _{t-1}^{*}+\left(1+\alpha _{t-1}^{*}\right)s_{k}^{2}/{\bar {k}}}}}

## Abordagem coalescente: tamanho efetivo populacional coalescente
A abordagem coalescente foi fundamentada por Kingman (1982)  e é baseada na união de dois fundamentos provenientes da teoria da neutralidade com uma aproximação de limite conveniente. O primeiro fundamento é de que,  uma vez que variantes seletivamente neutras não afetam o sucesso reprodutivo, seria então possível separar o processo de mutação neutra do genealógico. O segundo fundamento é que seria possível modelar a genealogia de um grupo de indivíduos para o passado sem ter de se preocupar com  o resto da população, uma consequência da neutralidade seletiva, de forma que cada indivíduo em uma geração poderia “escolher” aleatoriamente seu parental da geração anterior. 
Sumarizando, os efeitos conjuntos da reprodução aleatória, responsáveis por causar a deriva gênica, junto de mutações neutras aleatórias, podem ser modelados ao gerar inicialmente a genealogia aleatória dos indivíduos passados e, posteriormente, sobrepor mutações de acordo com a passagem de gerações.

Na teoria neutra da evolução molecular, na qual Kingman se baseou para formar a abordagem coalescente, a taxa de introdução de nova variação por local em dois alelos comparados aleatoriamente é equivalente a duas vezes a taxa de mutação por nucleotídeo, dado por 2μ, sendo μ a taxa de mutação. Já, a taxa esperada de perda de variação de locais neutros é de {\textstyle {\tfrac {1}{2N_{e}}}} em uma população diplóide de acasalamento aleatório. Adicionando esses conceitos ao conceito de tamanho efetivo populacional, têm-se que, em equilíbrio, o número médio de substituições de nucleotídeos em locais neutros é de{\displaystyle 4N_{e}\mu }